# Оцінка природних ресурсів
Оці́нка приро́дних ресу́рсів —  визначення кількості (економічними методами — обліком і контролем) природних ресурсів — національного природного багатства — з метою оцінки якості природних ресурсів.
При економічній оцінці природних ресурсів враховуються:
1. доступність ресурсу (можливість вилучення з надр, глибина залягання, прийнятний рівень витрат по витяганню);
2. якість ресурсу (наявність додаткових домішок);
3. кількісне співвідношення між:
  - невідомими, але передбачуваними ресурсами (Н);
  - оціненими потенційними (П);
  - реальними розвіданими (Р);
  - експлуатаційними (Е) запасами (зазвичай Н> П> Р> Е).

В основі економічної оцінки природних ресурсів лежить концепція «готовності платити», згідно з якою вартість певного екологічного блага включає ринкову вартість і додаткову вигоду споживача.
Для визначення економічної цінності природних ресурсів використовуються методи, засновані:
1. на ринковій оцінці;
2. ренті;
3. витратному підході;
4. альтернативній вартості;
5. загальній економічній цінності (вартості).

1. При ринковій оцінці природних ресурсів ціна складається на співвідношенні ринкового попиту і пропозиції, без урахування зовнішніх (екстернальних) витрат суспільства. Ціна ресурсу занижена у порівнянні з дійсними витратами.
2. Рентний підхід заснований на концепції унікальності та обмеженості природного ресурсу. Використовується, зокрема, при оцінці земельних ресурсів:
P = R / r,
де Р — ціна природного ресурсу;
R — величина річної ренти;
r — коефіцієнт (може залежати від ставки дисконту по банківському кредиту).
Природний ресурс можна порівняти з банківським вкладом, що приносить щорічний дохід у вигляді приросту капіталу, рівного за величиною річний ренті.
Рентний прибуток виникає у власника природних ресурсів при їх експлуатації.
Економічна рента — прибуток (орендна плата) за використання лімітованого природного ресурсу.
Диференціальна рента виникає від експлуатації різних за якістю природних ресурсів при інших рівних умовах. На її величину впливають місце розташування та умови транспортування до місць споживання та переробки.
3. При витратному підході базою для розрахунку ціни природного ресурсу є витрати, пов'язані з підготовкою, використанням та відновленням ресурсу. Витратний підхід застосовується для оцінки вартості відновлення при деградації природного ресурсу.
Вартість відтворення включає потенційні витрати, необхідні для заміщення пошкодженого природного ресурсу аналогічним.
Недоліки витратного методу:
- встановлення цін без урахування кон'юнктури ринку;
- ціна кращого за якістю природного ресурсу виявляється нижчою, ніж гіршого, оскільки потрібно менше витрат для його отримання і відновлення.

4. Концепція альтернативної вартості дозволяє оцінити природний об'єкт, що має занижену ринкову вартість, за допомогою розрахунку упущеної вигоди, яку можна було б отримати при його використанні з іншою метою (наприклад, альтернативна вартість заповідника — неотримані прибутки від реалізації деревини, вилову тварин та ін.). Цей підхід використовується для вимірювання «вартості збереження» природного об'єкта.
Як комплексний підход до оцінки природи застосовується концепція загальної економічної цінності (вартості). При її використанні враховуються ресурсні та асиміляційні (відновні) функції природного середовища.
5. Загальна економічна цінність природного об'єкту включає:
1. вартість використання, вона складається з:
  - прямої вартості використання;
  - непрямої вартості використання;
  - вартості відкладеної альтернативи;
2. вартість невикористання (вартість існування).

Вартість використання характеризує споживчу вартість природного об'єкту. 

Пряма вартість використання — безпосередні прибутки, одержувані при експлуатації природного об'єкта або споживання природного ресурсу (наприклад, видобуток корисних копалин, заготовка деревини). 

Непряма вартість використання — прибутки від використання природного об'єкту, що виникають у глобальному масштабі (наприклад, формування клімату на планеті, водорегулюючі функції). 

Вартість відкладеної альтернативи — вартість консервації природного ресурсу для майбутнього використання. Оцінюється як сума прямої і непрямої вартості використання. 

Вартість невикористання — вартість існування природного об'єкту як такого, оцінка рекреаційної спроможності природного середовища. При оцінці вартості невикористання застосовується концепція «готовності платити» за екологічне благо, яка визначається шляхом анкетування і опитувань.

## Методи анкетування
1. метод виражених переваг:
  - опитування жителів місцевості для з'ясування, скільки готовий заплатити кожен з них за збереження якості того чи іншого природного об'єкту;
  - загальна вартість є множина середньої суми «готовності платити» та кількості жителів місцевості;
2. метод транспортно-шляхових витрат — витрати на відвідування населенням природного об'єкту пропорційні до його рекреаційної цінності.